# Donkere kortstaartvliegenvanger
De donkere kortstaartvliegenvanger (Batis crypta) is een zangvogel uit de familie Platysteiridae (lelvliegenvangers).

## Verspreiding en leefgebied
Deze soort komt voor in de bergen van de Eastern Arc Mountains in zuidelijk Tanzania en in het uiterste noorden van Malawi.

## Status
De grootte van de populatie is niet gekwantificeerd maar de soort wordt omschreven als op veel plaatsen zeer talrijk. Op de Rode lijst van de IUCN heeft deze soort de status niet bedreigd.